# Truus van Lier
Geertruida (Truus) van Lier (Utrecht, 22 april 1921 - Sachsenhausen, 27 oktober 1943) was een rechtenstudente en Nederlandse verzetsstrijdster tijdens de Tweede Wereldoorlog. Als lid van de groep CS-6 liquideerde zij de foute Utrechtse politiecommissaris Kerlen.

## Levensloop

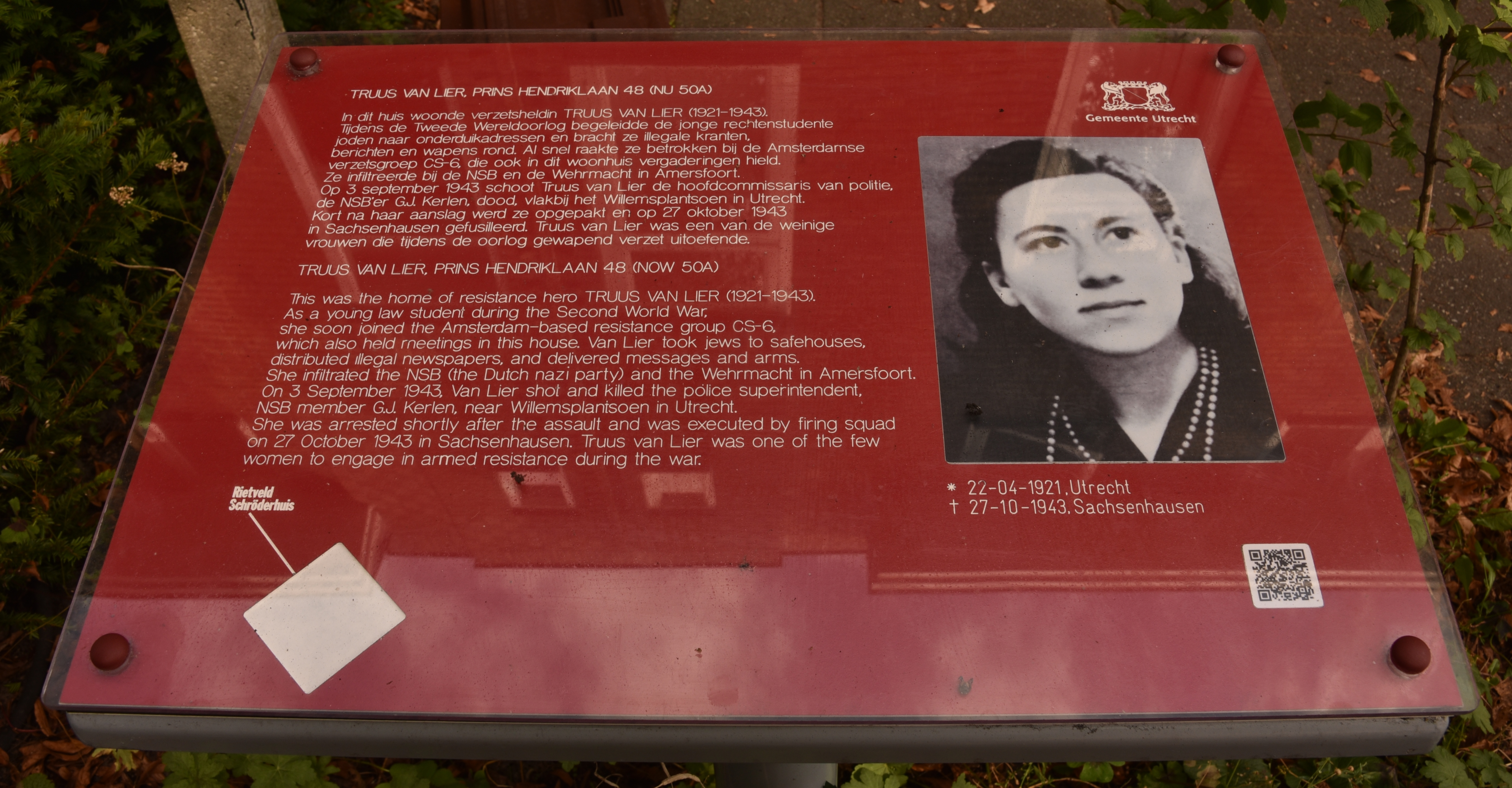
Gedenkplaquette Truus van Lier bij haar ouderlijk huis

Truus van Lier was een dochter van Willem Alexander van Lier en Derkje Willemina Wensink. Op 7 oktober 1940 startte zij met een studie rechten aan de Utrechtse universiteit. Kort daarop werd ze lid van de Amsterdamse studentenverzetsgroep CS-6. In de loop van 1943 infiltreerde Van Lier in de NSB en de Wehrmacht in Amersfoort. Ze slaagde erin foto's te maken van vliegveld Soesterberg en deze door te spelen naar het verzet. Daarnaast zou Van Lier als koerierster illegale lectuur en wapens hebben rondgebracht en Joodse onderduikers naar hun verblijfplaats hebben begeleid.
Op 3 september 1943 schoot Van Lier de Utrechtse NSB-hoofdcommissaris van politie Gerardus Johannes Kerlen bij zijn huis aan het  Willemsplantsoen dood. De directe aanleiding was waarschijnlijk de arrestatie van familieleden van ondergedoken politiemannen. Rijkscommissaris Seyss-Inquart, de Utrechtse burgemeester Van Ravenswaay en NSB-leider Anton Mussert voerden de volgende dag een overleg waarbij geopperd werd onder meer een tiental Utrechters als represaille te executeren. De eerste twee genoemden wezen deze vergeldingsmaatregel af. Wel werd de Landwacht in het leven geroepen.
Enkele weken later werd Truus van Lier in Haarlem opgepakt. Ze belandde korte tijd later in concentratiekamp Sachsenhausen, waar ze op 27 oktober 1943 werd gefusilleerd.

## Persoonlijk
Van Liers vader was Joods. Hij overleefde de oorlog door onder te duiken. Haar moeder werd ook gearresteerd en kwam via Kamp Vught terecht in Ravensbrück, waar ze in januari 1945 overleed. Truus van Lier was een nicht van Trui van Lier. Samen met Jet Berdenis van Berlekom wist Trui in Utrecht via het kindertehuis Kindjeshaven 150 Joodse kinderen tijdens de bezetting in veiligheid te brengen. Truus had een oudere zus, Wilhelmina, die ook in het verzet zat. Zij overleefde de oorlog door met haar verloofde via Frankrijk en Spanje naar Engeland te vluchten.

## Eerbetonen

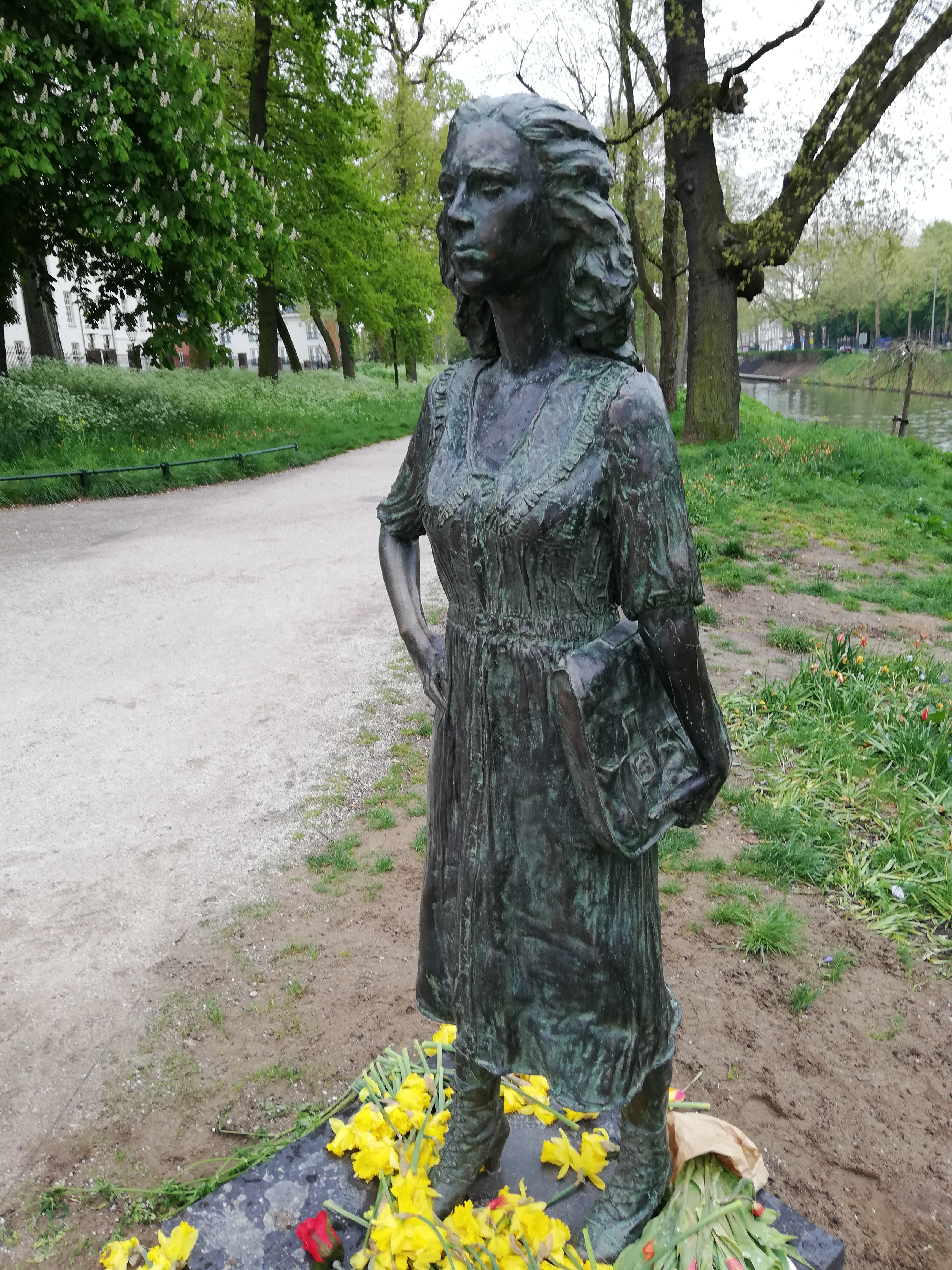
Beeld van Truus van Lier door Joyce Overheul aan het Willemsplantsoen in Utrecht.

- In het Academiegebouw van de Utrechtse universiteit staat sinds 1950 een gedenkteken voor omgekomen studenten met daarop onder meer de vermelding van Van Lier.
- In Heerhugowaard is in 1999 het herdenkingsmonument Vrouwen uit het verzet geplaatst, dat is vervaardigd door Elly Baltus. In de sokkel zijn de namen van 22 omgekomen verzetsvrouwen gegraveerd, waaronder die van Truus van Lier. In die stad is tevens een straat naar haar vernoemd, evenals in Leiden en Utrecht.
- Aan de Catharijnesingel in Utrecht is tegenover de Geertekerk, nabij de plaats waar de liquidatie van Kerlen plaatsvond, als eerbetoon aan Van Lier in het talud de naam "Truus" uitgebeeld met narcissen. Dit is ieder voorjaar enige weken zichtbaar.[2]
- Op Van Liers 100e verjaardag in 2021 onthulde Utrechts burgemeester Sharon Dijksma een plaquette bij haar geboortehuis. Tevens plaatste Hans van Lier, een achterneef van Van Lier, een Stolperstein.[3]Narcissen als eerbetoon aan Truus van Lier aan de Catharijnesingel

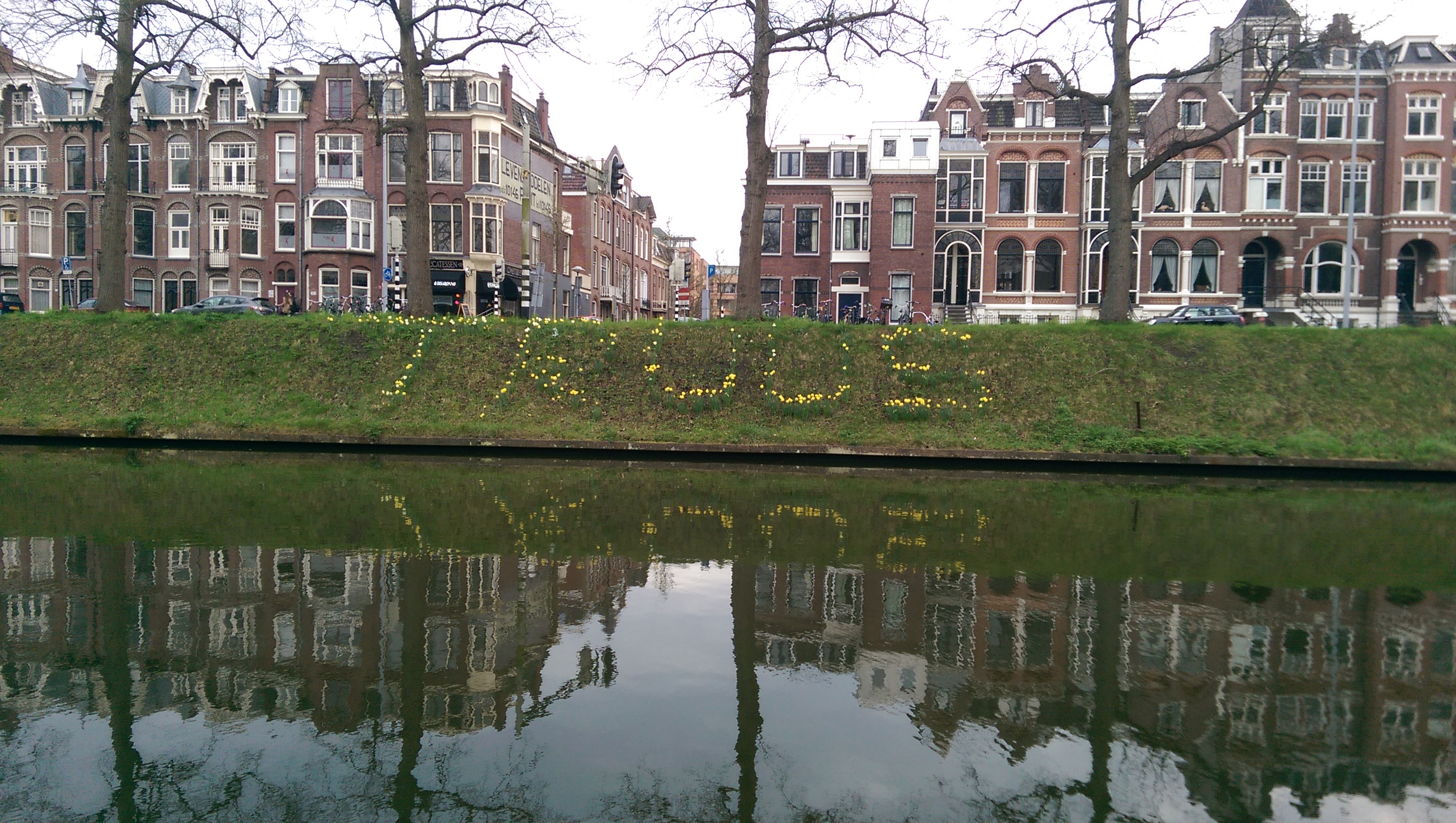
Narcissen als eerbetoon aan Truus van Lier aan de Catharijnesingel

- Kees van Domselaar en Michiel van Diggelen, docenten van het Christelijk Lyceum Zeist, publiceerden in maart 2022 het boekje Truus van Lier, van schoolmeisje tot verzetsvrouw. [4]
- Van historica en schrijfster Jessica van Geel verscheen in april 2022 het boek Truus van Lier - Het leven van een verzetsvrouw.[5]
- In april 2022 werd op tv een special van het geschiedenisprogramma Andere Tijden uitgezonden, gewijd aan Truus van Lier, genaamd Drie vrouwen en het verraad.[6]
- Beeldend kunstenaar Joyce Overheul maakte een bronzen beeld van Van Lier, dat op 22 april 2022 op het Willemsplantsoen geplaatst is, ter hoogte de locatie van de liquidatie.[7]
- In 2022 maakten negen Utrechtse studenten van de U.V.S.V./N.V.V.S.U. een theatrale audiotour door Utrecht over Truus en Trui van Lier in het kader van Theater na de Dam.[8]
- Edith Wegman maakte de documentaire Zij bleef niet aan de kant staan, een ode aan Truus van Lier.[9]
- Op 22 april 2023, de geboortedag van haar dochter, kreeg op initiatief van historisch onderzoeker Jim Terlingen ook moeder Derkje van Lier-Wensink een struikelsteen bij het geboortehuis. [10]